# Nicolaas Jacobus de Wet
Nicolaas Jacobus de Wet, PC, QC (1873. szeptember 11. – 1960. március 16.) dél-afrikai politikus, ügyvéd és bíró, Dél-Afrika főbírája és megbízott főkormányzója volt 1943 és 1945 között.

## Gyerekkora
De Wet Aliwal Northban született, és a stellenboschi Victoria College-ba járt. Ezután a Cambridge-i Egyetemre, a Downing College-ba ment, ahol 1895-ben jogi alapképzést szerzett. 1896-tól ügyvédként tevékenykedett. Az angol–búr háborúban Louis Botha tábornok, a Transvaali Haderő parancsnokának titkára volt, és tolmácsként tevékenykedett a háborút 1902-ben lezáró békekonferencián.

## Politikai karrierje
A háború után de Wet csatlakozott Bothához a politikában, és 1907-től 1910-ig tagja volt a Transvaali Törvényhozó Gyűlésnek. Jogi tanácsadója volt az 1908-1909-es Országos Konvent transvaali küldöttségének, amely a Dél-afrikai Unió alkotmányát dolgozta ki. Az 1909-ben alakult Suid-Afrikaanse Akademie vir Wetenskap en Kuns (Dél-afrikai Tudományos és Művészeti Akadémia) alapító tagja is volt.
De Wet 1913 és 1920 között a Népgyűlés tagja, 1920 és 1929 között pedig szenátor volt. 1913 és 1929 között a dél-afrikai kormány igazságügyi minisztere volt. Mint ilyen, meg kellett küzdenie egy 1914-es kormány ellenes afrikáner felkeléssel, és az 1922-es Rand-lázadás jogi vonatkozásaival.

## Bírói karrierje
De Wetet 1932-ben a Legfelsőbb Bíróság tagjává, 1937-ben a Fellebbviteli Bíróság bírájává, 1939-ben pedig a Legfelsőbb Bíróság főbírájává nevezték ki. Főbíróként ebből a hivatalából kellett a kormányt irányító tisztként (helyettes főkormányzóként) tevékenykednie, Sir Patrick Duncan 1943-as halálától Gideon Brand van Zyl 1945-ös kinevezéséig.

## Családi élete
De Wet kétszer nősült. Első felesége Ella Scheepers volt, akiről azt tartják,[pontosabban?] hogy az angol–búr háború idején ő komponálta a hazafias Sarie Marais című dalt. Második felesége Jakomina du Toit volt. Első házasságából született fia, dr. Quartus de Wet szintén bíró volt: többek között Nelson Mandela és más apartheidellenes vezetők 1963-as perében (Rivonia-per) bíráskodott.

## Fordítás
Ez a szócikk részben vagy egészben  a   Nicolaas Jacobus de Wet című angol Wikipédia-szócikk ezen változatának fordításán alapul.  Az eredeti cikk szerkesztőit annak laptörténete sorolja fel. Ez a jelzés csupán a megfogalmazás eredetét és a szerzői jogokat jelzi, nem szolgál a cikkben szereplő információk forrásmegjelöléseként.